# Russisch rugby sevensteam (vrouwen)
Het Russische rugby sevensteam is een team van rugbyers dat Rusland vertegenwoordigt in internationale wedstrijden.

## Wereldkampioenschappen
De beste prestatie was zevende in 2013.
- WK 2009: 9/10e
- WK 2013: 7/8e
- WK 2018: 8e

## Olympische Zomerspelen
Rusland won tijdens de Olympische Zomerspelen 2020 de achtste plaats.
- OS 2016: niet geplaatst
- OS 2020: 8e